# Бертред (военачальник)
Бертред (др.-англ. Beorhtred; погиб в 698) — знатный англосакс, живший в Нортумбрии и от имени её монархов в 680/685—698 годах управлявший северными областями этого королевства.

## Биография
Основные средневековые нарративные источники о Бертреде — «Церковная история народа англов» Беды Достопочтенного, «Англосаксонская хроника» и ирландские анналы («Анналы Ульстера», «Анналы Тигернаха», «Хроника скоттов», «Анналы Клонмакнойса» и «Анналы четырёх мастеров»).
Бертред был сыном «подчинённого короля» (лат. subregulus) Беорнхета, последнее достоверное упоминание о котором в средневековых источниках относится к началу 670-х годов. Умер же Беорнхет, скорее всего, приблизительно в 680 или 685 году. Предполагается, что Бертред унаследовал владения отца, став властителем значительной части Северной Нортумбрии (возможно, территории позднейшего Лотиана). В англосаксонских источниках он упоминался как «королевский военачальник» (лат. dux regius) и элдормен. Эти титулы свидетельствуют, что Бертред был одной из наиболее знатных персон Нортумбрии своего времени. В ряде современных же источников он также как и его отец наделяется титулом «подчинённый король», что делает его вторым человеком после нортумбрийского монарха по положению в государстве.
В июне 684 года Бертред по повелению нортумбрийского короля Эгфрита совершил поход в Ирландию (скорее всего, в Брегу, но, возможно, и в центральную часть Миде или в Ульстер). По приказу своего военачальника нортумбрийцы разорили многие здешние селения, «не пощадив в своей враждебности ни храмов, ни монастырей», и привезли в Британию множество пленных. О причинах этого военного конфликта имеются разные мнения. По одним предположениям, поход был направлен против ирландских скоттов, оказывавших военную поддержку врагам нортумбрийцев: своим соплеменникам из Дал Риады, пиктам или стратклайдцам. По другому мнению, он стал ответом на участившиеся набеги ирландских пиратов на прибрежные области Нортумбрии. Кроме того, у ирландцев, соотечественников своей матери Фины, нашёл убежище претендовавший на нортумбрийский престол брат Эгфрита Элдфрит. По мнению Беды Достопочтенного, гибель 20 мая 685 года в битве при Нехтансмере короля Эгфрита стало Божественным воздаянием тому за разорение Бертредом ирландских церквей.
Когда бы Бертред ни унаследовал владения отца, после битвы при Нехтансмере он должен был утратить их значительную часть, располагавшуюся к северу от Клайда и Ферт-оф-Форта. Эти земли, отторгнутые от Пиктии в 671 или 672 году, снова возвратились под контроль короля Бруде III. Отсюда в другие области Нортумбрии бежали не только светские персоны, но и представители духовенства (например, имевший резиденцию в Аберкорне епископ пиктов Трумвин).
Предполагается, что в 685 году Бертфрит был одним из инициаторов призвания на престол Нортумбрии Элдфрита, что позволило ему сохранить все свои владения. При новом монархе при дворе усилилось влияние скоттов, и в 687 году по ходатайству Адамнана шестьдесят остававшихся в плену ирландцев, захваченных во время похода 684 года, были освобождены и возвращены на родину.
Возможно, что Бертред в 680-х годах участвовал в войнах нортумбрийцев с бриттами.
В 698 году Бертред погиб в сражении с пиктами. О причинах этого военного конфликта в средневековых источниках не сообщается. Однако предполагается, что его инициатором могли быть нортумбрийцы, попытавшиеся воспользоваться ослаблением власти правителей Пиктии во время недавних междоусобиц и установить свой контроль над Фортриу. Противником подданных Элдфрита был король Бруде IV, который и одержал победу над Бертредом. Вероятно, тогда под власть пиктских монархов перешли последние населённые их соотечественниками области в Манау Гододдине, до того находившиеся под контролем нортумбрийцев. После этой войны граница между Нортумбрией и Пиктией, фактически, оставалась неизменной до IX века. Не в последнюю очередь это было связано с тем, что теперь по северную её сторону жили только носители пиктского языка, а по южную — говорившие на древнеанглийском языке.
Владения и должности Бертреда унаследовал Бертфрит, вероятно, его сын. Тот занимал высокое положение при нортумбрийском короле Осреде I и успешно воевал с пиктами.

## Комментарии
1. ↑  Также упоминается как Беортред, Берктред, Бриктред[1], Брикт[2], Беорт, Берт[3], Берхт[4] и Беркт[5][6].